# سی‌اس‌اس سومتر
سی‌اس‌اس سومتر (به انگلیسی: CSS Sumter) یک کشتی بود که طول آن ۱۸۴ فوت (۵۶ متر) بود. این کشتی در سال ۱۸۶۱ ساخته شد.